# Bloomingdale (Míchigan)
Bloomingdale es una villa ubicada en el condado de Van Buren en el estado estadounidense de Míchigan. En el Censo de 2010 tenía una población de 454 habitantes y una densidad poblacional de 150,98 personas por km².

## Geografía
Bloomingdale se encuentra ubicada en las coordenadas 42°23′00″N 85°57′32″O / 42.38333, -85.95889. Según la Oficina del Censo de los Estados Unidos, Bloomingdale tiene una superficie total de 3.01 km², de la cual 2.94 km² corresponden a tierra firme y (2.24%) 0.07 km² es agua.

## Demografía
Según el censo de 2010, había 454 personas residiendo en Bloomingdale. La densidad de población era de 150,98 hab./km². De los 454 habitantes, Bloomingdale estaba compuesto por el 93.39% blancos, el 0.22% eran afroamericanos, el 0.88% eran amerindios, el 0.22% eran asiáticos, el 0% eran isleños del Pacífico, el 2.42% eran de otras razas y el 2.86% pertenecían a dos o más razas. Del total de la población el 5.07% eran hispanos o latinos de cualquier raza.